# Uit het leven van marionetten
Uit het leven van marionetten (Duits: Aus dem Leben der Marionetten) is een film van de Zweedse regisseur Ingmar Bergman uit het jaar 1980.

## Verhaal
De film handelt over het ongelukkige huwelijk van Peter en Katarina Egermann. In het begin van de film begaat Peter een misdaad. De rest van de film onderzoekt zijn motivaties, onder meer door middel van een psychologisch politieonderzoek en verschillende droomsequenties.

## Rolverdeling

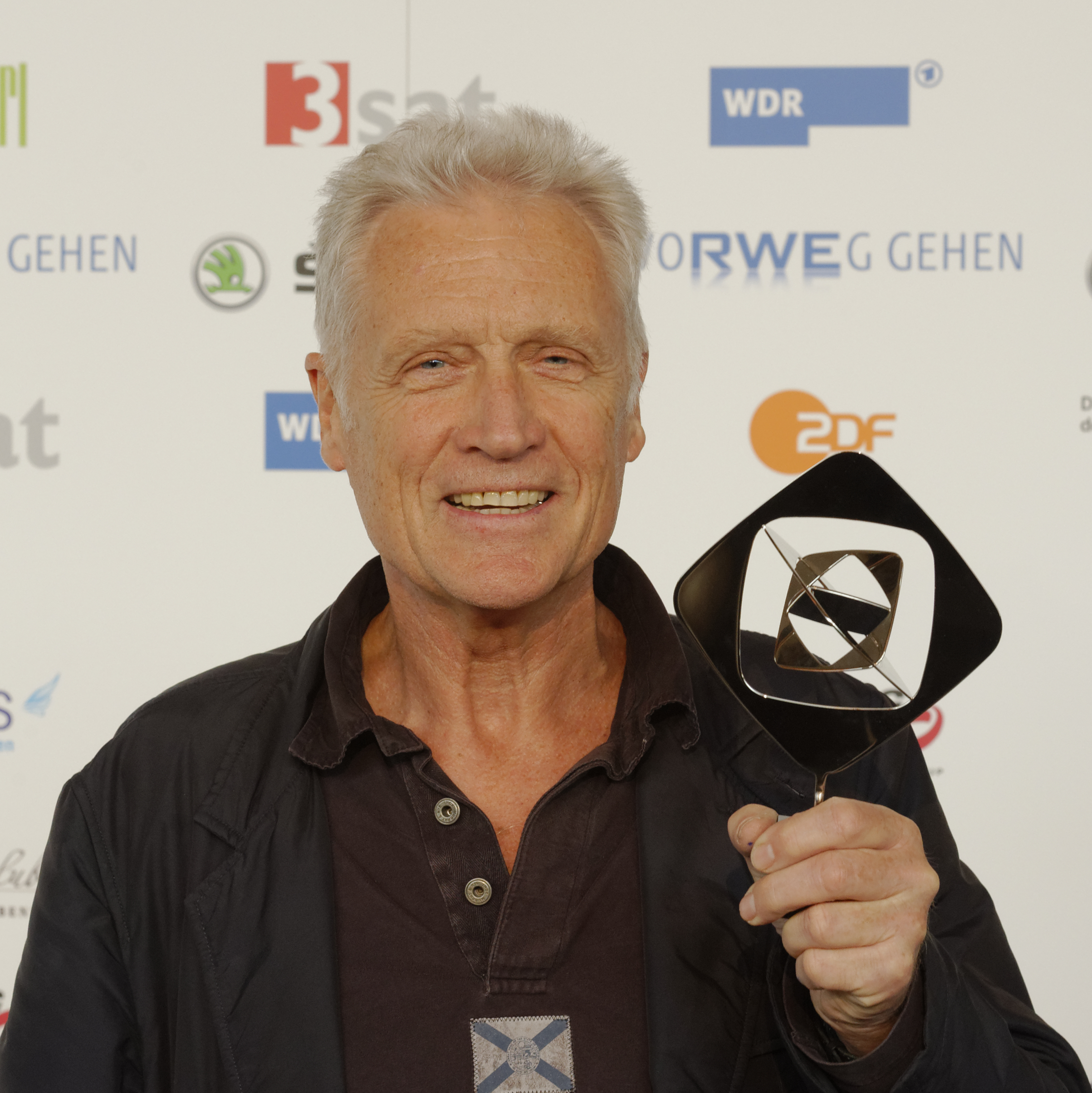
Robert Atzorn
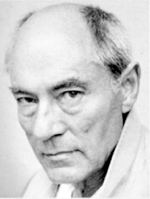
Martin Benrath
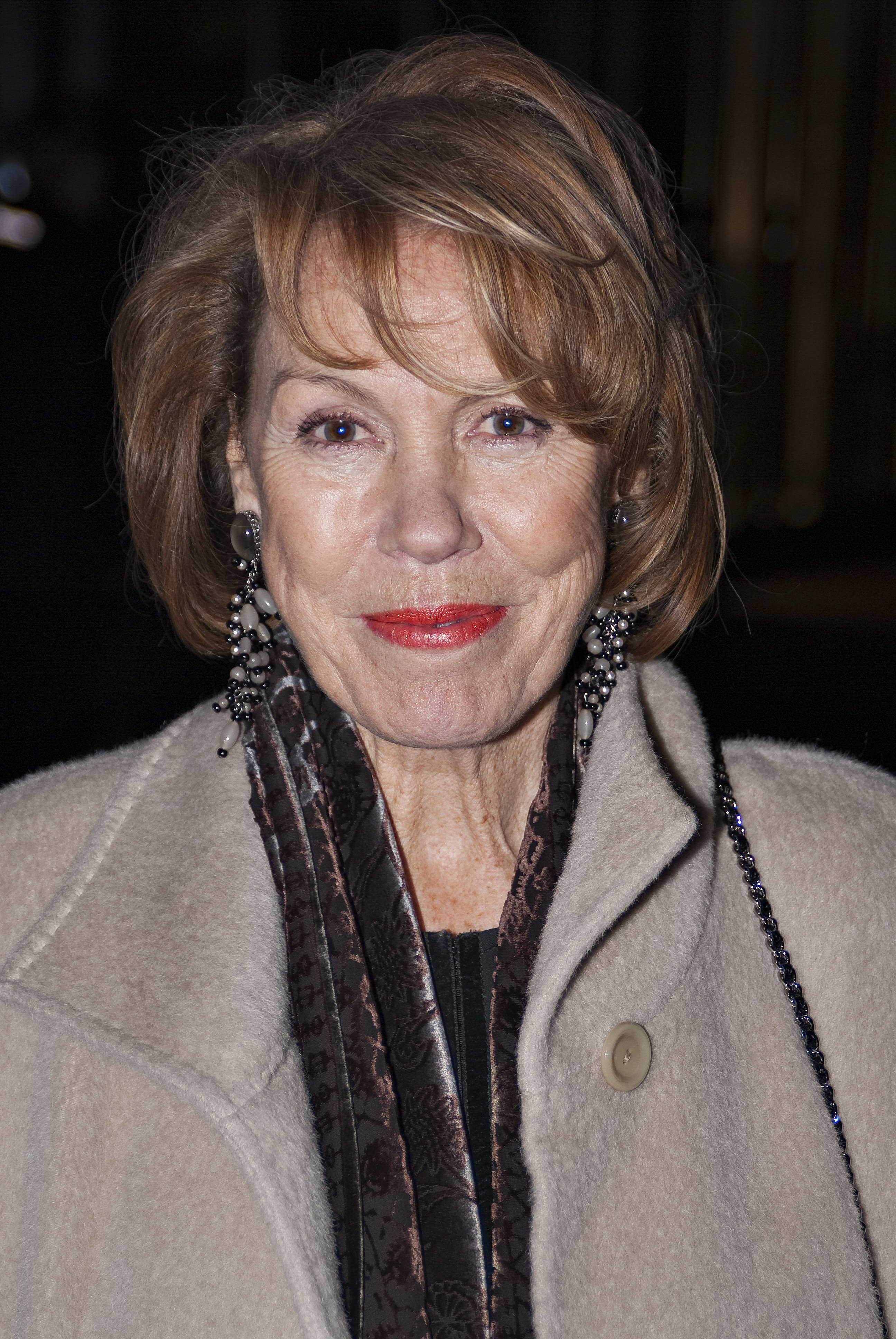
Gaby Dohm

| Acteur              | Personage         |
| ------------------- | ----------------- |
| Robert Atzorn       | Peter Egermann    |
| Heinz Bennent       | Arthur Brenner    |
| Martin Benrath      | Mogens Jensen     |
| Toni Berger         | Bewaker           |
| Christine Buchegger | Katarina Egerman  |
| Gaby Dohm           | Secretaresse      |
| Lola Müthel         | Cordelia Egermann |
| Ruth Olafs          | Verpleegster      |
| Karl-Heinz Pelser   | Ondervrager       |
| Rita Russek         | Ka                |
| Walter Schmidinger  | Tim               |

- Robert Atzorn
- Martin Benrath
- Gaby Dohm